# Chelmsford
Chelmsford este un oraș și un district ne-metropolitan situat în Regatul Unit, reședința și cel mai important oraș din comitatul Essex, regiunea East, Anglia. Este situat la periferia de nord est a regiunii care include Londra și împrejurimile. Districtul are o populație de 162.800 locuitori, dintre care 157.072 locuiesc în orașul propriu zis Chelmsford.

## Istoric
Chelmsford este ceea ce a rămas din așezarea romană Caesaromagus . În 1277, a devenit sediul permanent al întrunirilor Curții cu juri a comitetului. Primul serviciu telegrafic fără fir din lume transmitea în 1920 din sediul de aici al companiei Guglielmo Marconi.

## Economie
Produsele electronice sunt reprezentative pentru economia locală.

## Orașe din cadrul districtului
- Chelmsford
- South Woodham Ferrers

## Personalități născute aici
- Richard Robarts (n. 1944), pilot de Formula 1;
- Oliver Bearman (n. 2005), pilot de Formula 1.